# Słuck (stacja kolejowa)
Słuck (biał. Слуцк; ros. Слуцк) – stacja kolejowa w Słucku, w rejonie słuckim, w obwodzie mińskim, na Białorusi, zarządzana przez mohylewską administrację Kolei Białoruskich. Węzeł linii Osipowicze – Baranowicze z linią do Soligorska.
Stacja powstała w 1916 jako stacja krańcowa linii z Osipowicz. Do 1936 pozostawała ślepa.